# Ilha Rábida
Ilha de Rábida, conhecida também pelo nome de Jervis, é uma ilha equatoriana do Oceano Pacífico localizada no arquipélago de Galápagos.